# Teodor Rafiński
Teodor Seweryn Rafiński (ur. 8 listopada 1907 w Wilczu k. Bydgoszczy, zm. 10 grudnia 1978) – polski lekarz pediatra, ordynator oddziału dziecięcego, profesor Akademii Medycznej w Poznaniu, major UB.

## Życiorys
Ukończył szkoły średnie w Tucholi i Chojnicach (matura 1927). Następnie studiował na Wydziale Lekarskim Uniwersytetu Poznańskiego. W tym czasie pracował jako wolontariusz w Zakładzie Fizjologii UP. Studia ukończył w 1934. W 1936 rozpoczął pracę w Klinice Dziecięcej UP i kształcił się pod kierownictwem Karola Jonschera. W 1938 uzyskał stopień doktora medycyny (praca: Uśpienie za pomocą Evipan-Natrium).
W 1938 ożenił się z Jadwigą Terlikowską, z którą miał dzieci: Jerzego (ur. 1938, zm.) i Hannę (ur. 1946).
W 1939 pełnił obowiązki dyrektora Szpitala św. Józefa. Podczas II wojny światowej pracował jako lekarz w okolicach Warszawy kierując szpitalem PCK. W listopadzie 1939 został przesiedlony do Skierniewic. Pracował tam jako lekarz-pediatra. Brał udział w tajnym nauczaniu w zakresie fizjologii człowieka i pediatrii.
W 1945 powrócił do Poznania i organizował Klinikę Dziecięcą (przy ul. Marii Magdaleny). W 1949 habilitował się, w 1950 otrzymał stanowisko docenta, a w 1954 – profesora nadzwyczajnego.
W okresie od kwietnia 1947 do grudnia 1954 funkcjonariusz UB, następnie przekazany do dyspozycji MSW. W 1956 przeniesiony do rezerwy w stopniu majora.
Od 1947 do 1956 pracował jako ordynator i lekarz-pediatra w Szpitalu MSW w Poznaniu. Po śmierci Karola Jonschera w 1955 został kierownikiem Kliniki Dziecięcej. Od momentu powstania Instytutu Pediatrii Akademii Medycznej w Poznaniu (1972) był kierownikiem I Kliniki Chorób Dzieci.
W 1960 zorganizował XIII Zjazd Polskiego Towarzystwa Pediatrycznego w Poznaniu. Organizował liczne konferencje i sympozja (m.in. w Kołobrzegu, gdzie badał wpływ klimatu na organizm dziecka). Był członkiem komitetów redakcyjnych pism lekarskich (Pediatria Polska) oraz rad naukowych (Instytut Przemysłu Zielarskiego, Instytut Balneoklimatyczny). Od 1960 był członkiem Poznańskiego Towarzystwa Przyjaciół Nauk.
Autor lub współautor ponad 200 prac naukowych.
W październiku 1978 przeszedł na emeryturę. Dwa miesiące później zginął tragicznie.

## Upamiętnienie
W Kołobrzegu znajduje się ulica Profesora Teodora Rafińskiego.

## Odznaczenia i nagrody
- Krzyż Kawalerski Orderu Odrodzenia Polski (1975)
- Złoty Krzyż Zasługi
- Medal 30-lecia Polski Ludowej
- Odznaka Grunwaldzka
- Nagroda Naukowa MZiOS (1974)
- Nagroda Naukowa I stopnia NOT (1974)